# Xuejia (Tainan)
Xuejia oder auch Syuejia (chinesisch 學甲區, Pinyin Xuéjiǎ Qū, Tongyong Pinyin Syuéjiǎ Cyu, Pe̍h-ōe-jī Ha̍k-kah-khu) ist ein Bezirk der regierungsunmittelbaren Stadt Tainan im Südwesten der Republik China auf Taiwan.

## Lage und Beschreibung
Xuejia liegt im Nordwesten des Stadtgebiets von Tainan in der Jianan-Ebene. Die nördliche Grenze des Bezirks bildet im Wesentlichen der Fluss Bazhang (八掌溪,  Bāzhǎng Xī). In der Mitte verläuft der kleine Fluss Jishui (急水溪,  Jíshuǐ Xī) und die südwestliche Bezirksgrenze wird überwiegend vom Flusslauf des Jiangjun (將軍溪,  Jiāngjūn Xī) gebildet. In früheren Zeiten, vor der Regulierung der Flüsse, war Xuejia häufiger von Überschwemmungen betroffen.
Die benachbarten Stadtbezirke sind Beimen im Westen, Jiangjun im Südwesten, Jiali im Süden, Madou im Südosten sowie Xiading und Yanshui im Osten. Im Norden grenzt Xuejia an den Landkreis Chiayi (Gemeinde Yizhu).

## Geschichte
Die ersten historisch fassbaren Bewohner der Gegend waren Angehörige der taiwanisch-indigenen Ethnie der Siraya. Nach der Etablierung des Königreich Tungnings durch Zheng Chenggong im Jahr 1661 in Süd-Taiwan wanderten viele Han-Chinesen aus der Küstenprovinz Fujian zu. Die autochthone Bevölkerung wurde in den folgenden Jahrzehnten entweder sinisiert oder weiter ins gebirgige Inselinnere abgedrängt. Nach dem japanisch-chinesischen Krieg von 1894/95 kam Taiwan zu Japan. Unter japanischer Herrschaft erfolgte eine Serie von Verwaltungsreformen, bis im Jahr 1920 das Dorf Xuejia (學甲庄,  Xuéjiǎ Zhuāng, japan. Gakugo-ku) in der Präfektur Tainan eingerichtet wurde. Nach Ende der japanischen Herrschaft und Übergabe der Insel Taiwan an die Republik China wurde Xuejia eine Landgemeinde (鄉,  Xiāng) im 1946 neu gebildeten Landkreis Tainan. In den Nachkriegsjahrzehnten nahm die Bevölkerung Xuejias vor allem durch die dort angesiedelte Textilindustrie stark zu, so dass die Landgemeinde am 22. August 1968 in eine Stadtgemeinde (鎮,  Zhèn) umgewandelt wurde. Am 25. Dezember 2010 wurde der Landkreis in die Stadt Tainan eingemeindet und Xuejia wurde zu einem Stadtbezirk (區,  Qū).

## Bevölkerung
Die Bevölkerungszahl Xuejias nimmt seit längerer Zeit langsam ab (1996: 30.995 Einwohner, 2019: 25.675 Einwohner).
Die indigene Bevölkerung macht etwa 0,3 Prozent aus.
| Gliederung Xuejias |
|                    |

## Verwaltungsgliederung
Am 29. Januar 2018 erfolgte eine Verwaltungsreform und einige Ortsteile (里,  Lǐ) wurden neu gegeneinander abgegrenzt. Die Zahl der Ortsteile blieb mit 13 konstant.
1 Mingyi (明宜里)
	
2 Cifu (慈福里)

3 Rende (仁得里)

4 Xinrong (新榮里)

5 Dawan (大灣里)

6 Fenghe (豐和里)

7 Xinda (新達里)

8 Pinghe (平和里)

9 Zhaigang (宅港里)

10 Sanqing (三慶里)

11 Guanghua (光華里)

12 Zhongzhou (中洲里)

13 Xiuchang (秀昌里)

## Verkehr
Die Haupt-Straßenverbindung ist die Provinz-Schnellstraße 84, die Xuejia von Nordwesten Richtung Südosten durchquert. Sie wird im östlichen Abschnitt von der Provinzstraße 19 gekreuzt, die von Nordosten nach Südwesten verläuft. Die beiden Kreisstraßen 171 und 174 verlaufen im Wesentlichen in Ost-West-Richtung.

## Wirtschaft
Landwirtschaftliche Produkte Xuejias sind Reis, Sorghumhirse, Mais, Wassermelonen, Tomaten, Bohnen, Zuckerrohr, Zwiebeln und Knoblauch. In Aquakultur wird vor allem Milchfisch gezüchtet.

## Besonderheiten und touristische Ziele
Die Sehenswürdigkeiten Xuejias umfassen mehrere Tempel, darunter vor allem den Ciji-Tempel (慈濟宮,  Cíjì Gōng, ) im Ortsteil Cifu. In dem Tempel wird vor allem Baosheng Dadi verehrt. Nach der Überlieferung stammen die Hauptstatuen des Tempels aus einem Ahnentempel im Bereich der heutigen Großgemeinde Jiaomei der heutigen Stadt Longhai in der Provinz Fujian und gehen auf die Zeit der südlichen Song-Dynastie (1126–1279) zurück. Die Statuen wurden zur Zeit Zheng Chenggongs nach Taiwan gebracht und der Tempel wuchs anschließend durch Schenkungen und Spenden von Gläubigen zu seiner heutigen Größe heran. Seit dem 18. Jahrhundert wurde er vielfach umgebaut und erweitert. 
In Xuejia gibt außerdem einen 20 ha großen Feuchtgebiets-Naturpark (濕地生態園區,  Shīdì Shēngtài Yuánqū, ) mit reicher Vogelwelt (u. a. dem seltenen Schwarzstirnlöffler) und einen kleinen Erlebniszoo (Wanpi-Welt-Safari-Zoo, 頑皮世界野生動物園,  Wánpí Shìjiè Yěshēng Dòngwùyuán engl. Wanpi World Safari Zoo).

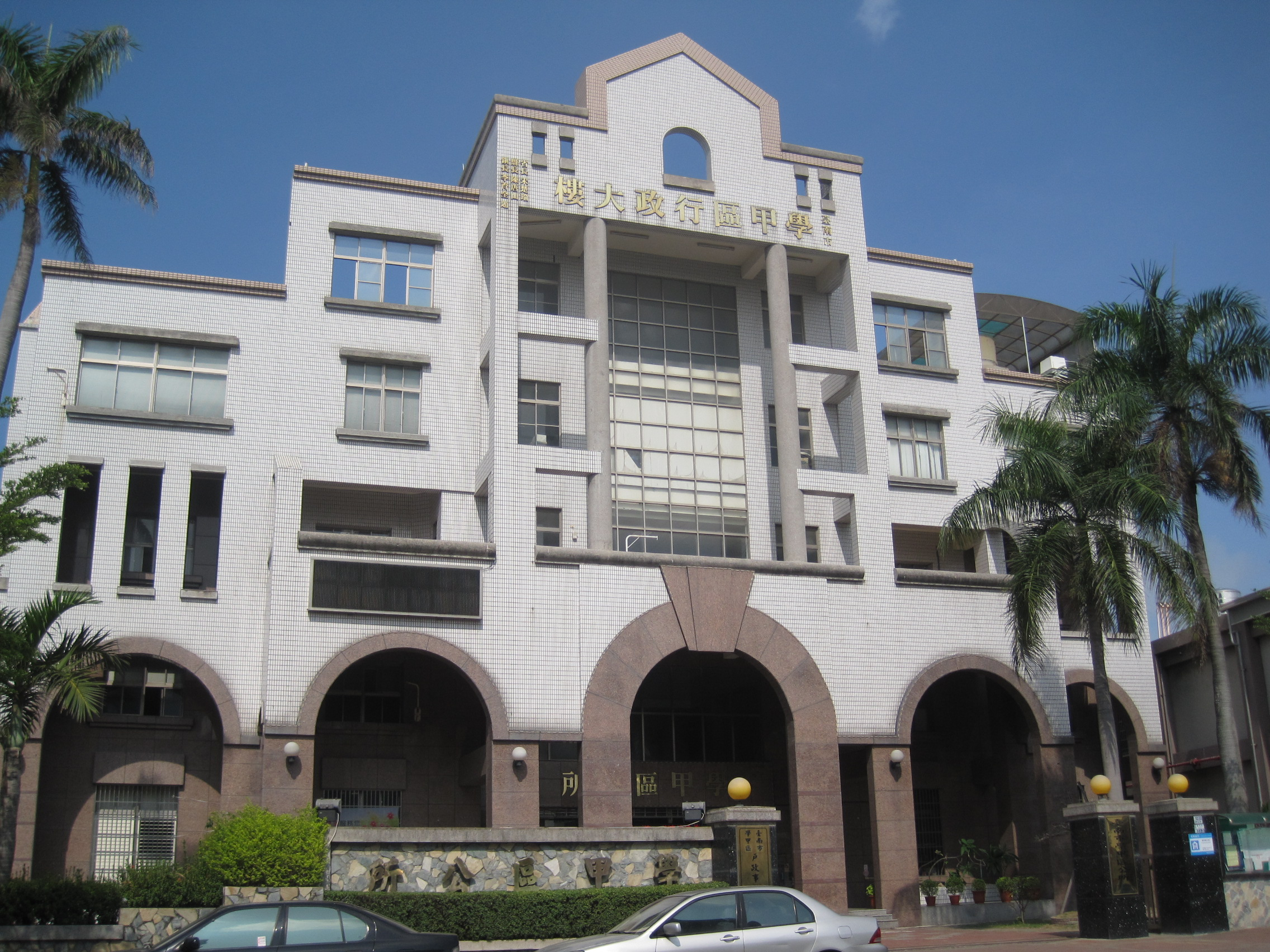
Bezirksbüro von Xuejia
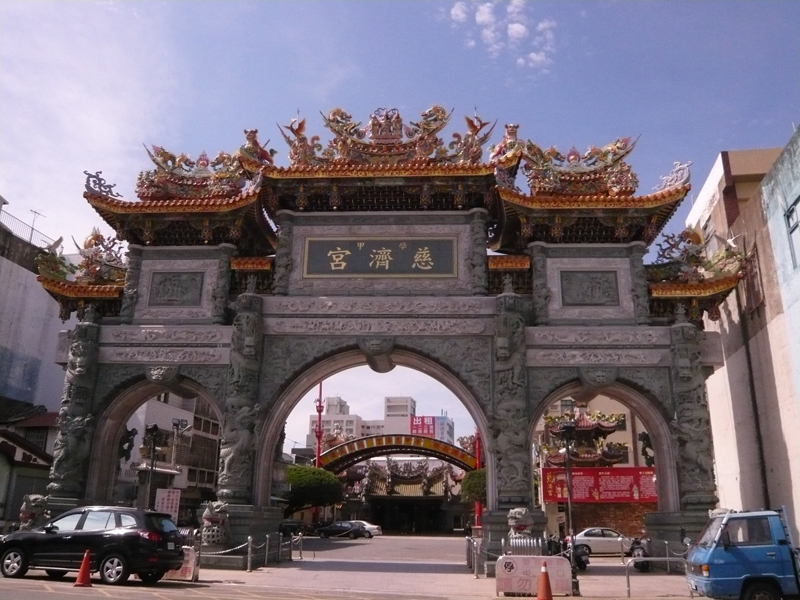
Eingang zum Ciji-Tempel
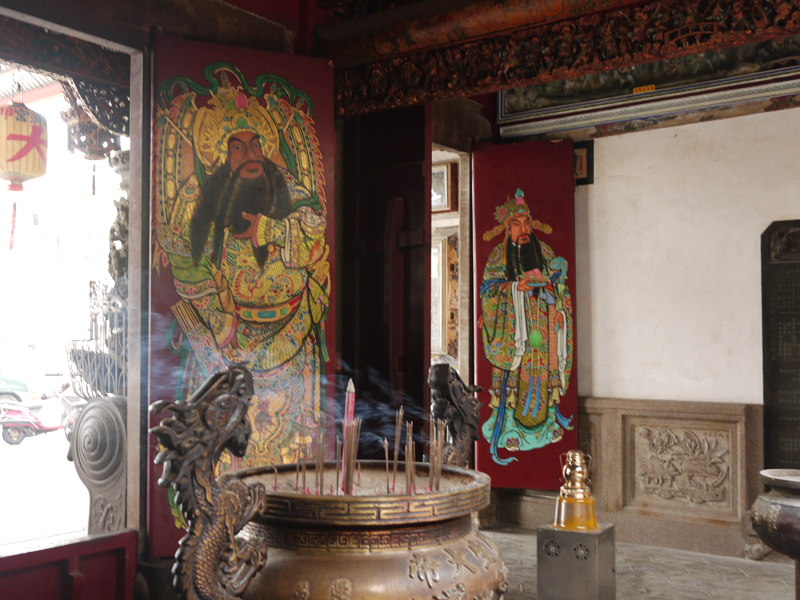
Im Tempelinneren